# 佐賀・粟野バイパス

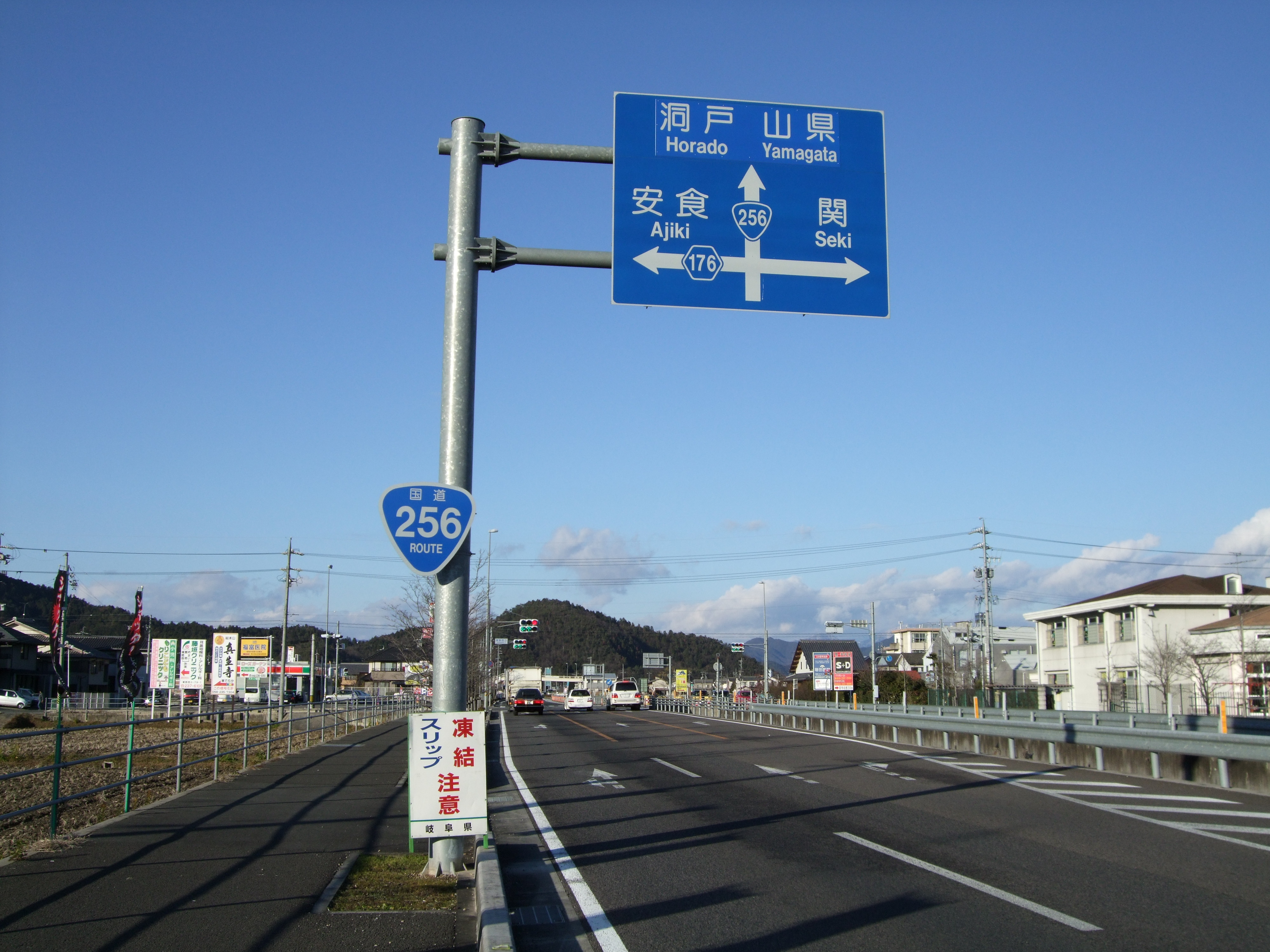
岐阜市粟野西3交差点付近から山県市方向を望む

佐賀・粟野バイパス（さが・あわのバイパス）は、岐阜県岐阜市粟野から山県市佐賀までの国道256号のバイパス。岐阜都市計画道路岐阜駅高富線の一部。岩崎・粟野バイパス・高富バイパスと直結している。

## 背景
国道256号線旧道（高富街道）の慢性的渋滞を解消するため、岐阜市北部から山県市の幹線道路として整備された。岐阜市から山県市への交通手段にはかつて名鉄高富線があったが、1960年に廃止され、その後の岐阜市郊外の人口増加でバス路線である高富街道の輸送量の負担が重くなっていた。

## 事業期間
1992年度 - 2001年度

## 区間
- 始点：岐阜市粟野西3丁目交差点
- 終点：山県市佐賀交差点

## 周辺
- 鳥羽川
- 岐阜市立岩野田北小学校